# Árpád Makay
Árpád Makay (* 28. Mai 1911 in Rădăuți, Österreich-Ungarn; † 6. Dezember 2004) war ein ungarischer Kameramann.

## Leben
Seine Karriere als Kameramann startete  Ende der 1930er Jahre beim Ungarischen Film. So drehte er während des Zweiten Weltkrieges Filme wie Bis ins vierte Glied und So liebt nur eine Frau. Mit dem kanadischen Drama Geliebte Lügen (1975) und der US-amerikanischen Komödie Kopf hoch (1977) beendete Makay anschließend Ende der 1970er Jahre seine Karriere.

## Filmografie (Auswahl)
- 1942: Bis ins vierte Glied (Negyedíziglen)
- 1942: So liebt nur eine Frau (Egy asszony visszanéz)
- 1948: Um einen Fußbreit Land (Talpalatnyi föld)
- 1975: Geliebte Lügen (Lies My Father Told Me)
- 1977: Kopf hoch (Looking Up)